# ジェイソン・スタンリッジ
- ジェイソン・スタンドリッジ

ジェイソン・ウェイン・スタンリッジ（Jason Wayne Standridge, 1978年11月9日 - ）は、アメリカ合衆国アラバマ州バーミングハム出身の元プロ野球選手（投手）。
NPBでは当初ジェイソン・スタンドリッジと表記されていたが、阪神タイガースに入団した2010年以降はファミリーネーム表記をスタンリッジと変更している。

## 経歴

### プロ入り前
幼少期から野球とフットボールをしており、高校時代はフットボール選手として活躍していた。

### デビルレイズ時代
1997年のMLBドラフト1巡目（全体31位）で、翌年に設立される新球団タンパベイ・デビルレイズから指名され、契約を結びプロ入り。
1998年に、ルーキーアドバンスドクラスのプリンストン・レイズ（アパラチアンリーグ）で、61失点し、シーズン最多失点のリーグワースト記録を塗り替える。特にマイナーデビュー戦では初回に8失点を喫した挙句危険球退場となっている。後のロッテ時代、2016年7月8日の日本ハム戦で二木康太が3回9失点と炎上し、宿舎の自室で自責の念から塞ぎ込んでいた二木に対してスタンリッジはこのエピソードを披露し、最後は周囲が笑いに包まれたという。
1999年はA級チャールストン・リバードッグス（サウス・アトランティックリーグ）で最優秀防御率を争ったが、シーズン中にA+級セントピーターズバーグ・デビルレイズ（フロリダ・ステートリーグ）に昇格したため、受賞を逃す。
2001年7月29日の対テキサス・レンジャーズ戦でメジャーデビュー。
2004年10月15日にFAとなる。

### レンジャーズ時代
2004年11月19日にテキサス・レンジャーズとマイナー契約を結んだ。
2005年はAAA級オクラホマシティ・レッドホークスで開幕を迎えた。6月17日にレンジャーズとメジャー契約を結んだが、2試合（2.1回）で7安打3失点と結果を残せず、6月24日にDFAとなった。6月30日にマイナー契約を拒否したためFAとなった。

### レッズ時代
2005年7月1日にシンシナティ・レッズとマイナー契約を結び、7月5日にレッズとメジャー契約を結んだ。レッズでは32試合に登板し、2勝2敗5ホールド、防御率4.06だった。
2006年はスプリングトレーニングで7試合に登板したが、防御率が11.57と落ち込み、3月21日にDFAとなった。3月23日にAAA級ルイビル・バッツへ降格。6月19日に再びレッズとメジャー契約を結んだが、8月7日に腰の故障で15日間の故障者リスト入りとなった。9月1日に故障者リストから外れ、その後は5試合に登板。この年は21試合に登板し、1勝1敗1ホールド、防御率4.82だった。

### ロイヤルズ時代
2006年11月14日にウェーバーでニューヨーク・メッツへ移籍した。
2007年1月25日にDFAとなり、1月31日にマイナー契約を拒否したためFAとなった。2月6日にカンザスシティ・ロイヤルズとマイナー契約を結んだ。4月4日にオクタビオ・ドーテルが故障者リスト入りしたため、ロイヤルズとメジャー契約を結んだ。昇格後は3試合に登板したが、合計6.2回で10失点（自責点7）を記録し、4月20日にDFAとなった。4月24日にAAA級オマハ・ロイヤルズへ降格。5月10日にロイヤルズと再びメジャー契約を結び、5月19日のコロラド・ロッキーズ戦では1回を無安打無失点2奪三振に抑えたが、その後登板機会はなく、5月22日にDFAとなった。5月25日にマイナー契約を拒否したためFAとなった。

### ソフトバンク時代

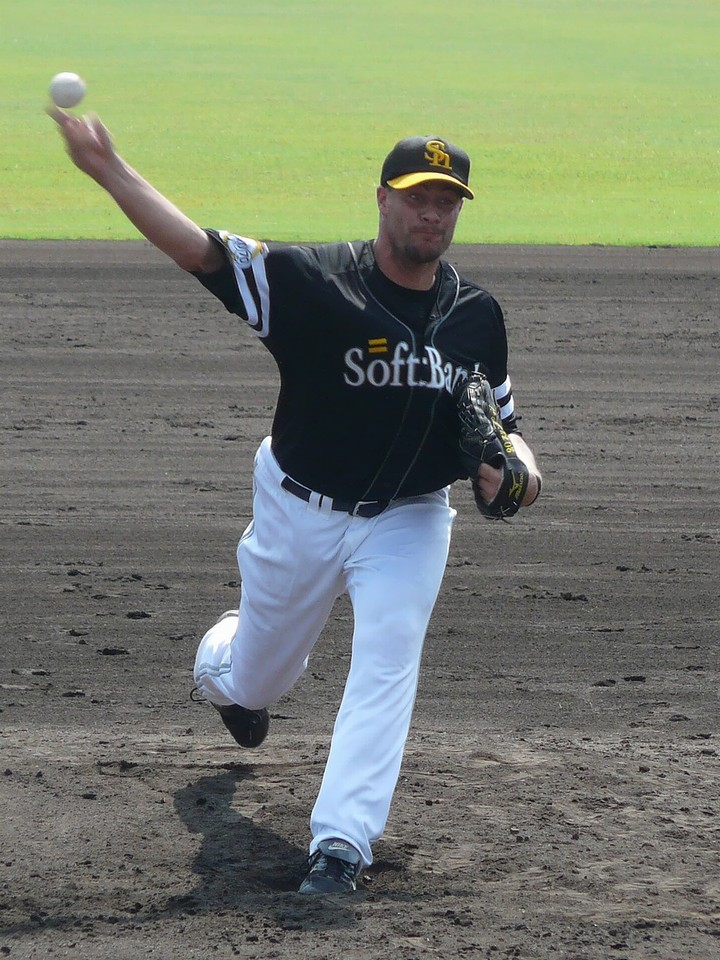
ソフトバンク時代（2008年）

2007年6月3日に福岡ソフトバンクホークスと3000万円で契約。同年6月23日の対中日ドラゴンズ戦（ナゴヤドーム）に初登板。リリーフとして5回裏に登板し、四球2つを出したものの無失点に抑えた。直後の6回表にチームが逆転し、そのまま勝利したため、初登板初勝利をマークした。当初はリリーフとして起用されていたが、先発投手陣に故障が相次いだこともあり8月から先発に転向。これが功を奏し、新外国人では史上3人目の先発5連勝を記録するなど、2007年は7勝を挙げた。
2008年は開幕から2試合連続で打ち込まれ、その後故障もあって二軍降格。8月にいったん一軍に復帰したものの、4回3失点で敗戦投手となり、再び二軍降格となった。結局、このシーズンは1勝も挙げられず、10月12日に戦力外通告を受けた。

### マーリンズ傘下時代
2009年1月29日にフロリダ・マーリンズとマイナー契約を結んだ。AAA級ニューオーリンズ・ゼファーズで開幕を迎え、リリーフとして6試合に登板したが、防御率7.82と振るわず、4月29日に契約を解除された。
マーリンズ退団後はアトランティックリーグのサマセット・ペイトリオッツに加入。18試合に登板し、4勝4敗、防御率5.13だった。

### 阪神時代

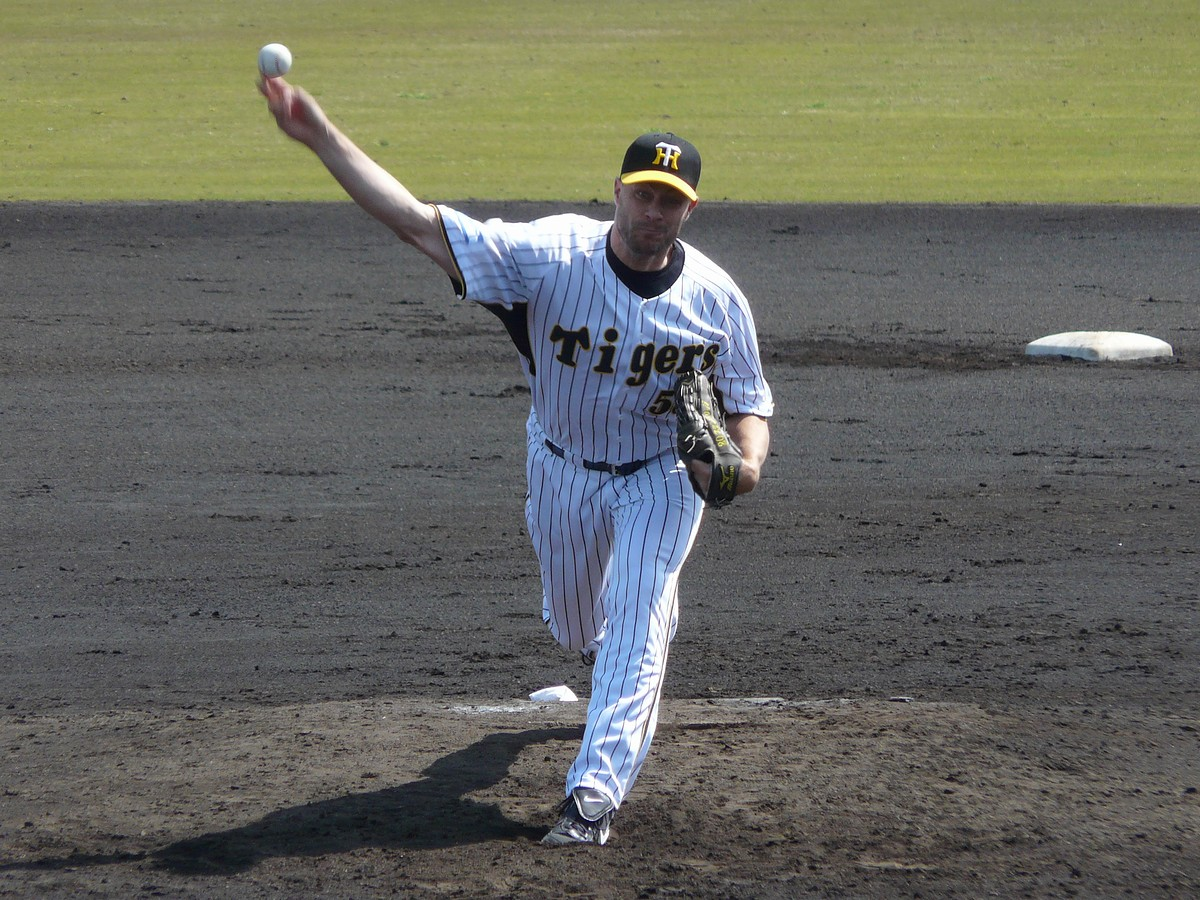
阪神時代（2010年4月21日）

2010年1月7日にフィラデルフィア・フィリーズと契約したが、スプリングトレーニング中にロースターから外れ、4月5日に阪神タイガースと契約。2シーズン振りにNPBへ復帰した。これを機に、NPBでの登録名をスタンリッジに改めている。阪神がスタンリッジの緊急獲得に踏み切った背景には岩田稔の故障離脱や新外国人ケーシー・フォッサムの不振で先発投手陣が手薄になっていたことが挙げられる。そのため、チームへの合流直後から一軍先発陣の一角を担った。当初は投球内容が安定しなかったが、7月6日の対東京ヤクルトスワローズ戦（倉敷マスカットスタジアム）でNPBでの初完投、同月19日の対広島東洋カープ戦（阪神甲子園球場）でNPBでの初完封を記録。8月上旬に腰の張りで一時離脱したものの、9月7日には自身初のシーズン2桁勝利を記録した。
2011年はメッセンジャーと共に先発ローテーションに定着。6月は1完封含む3勝0敗・防御率1.24の成績を挙げて阪神の外国人投手で初の月間MVPに選ばれた。翌7月も3勝0敗、防御率0.55の好成績で、6月に続いて月間MVPを受賞し、セ・リーグの外国人投手で初の連続受賞となった。8月以降は1勝どまりで、9勝7敗でシーズンを終えた。
2012年は引き続き開幕から先発ローテーションに入り、年間を通して安定した投球を続けた。しかし、規定投球回を投げて防御率2.69・WHIP1.19など、2011年を上回る好成績を残すも、打線の援護に恵まれず、最終的に7勝12敗と大きく負け越した。
2013年は先発陣の一員として26試合に登板。投球回は160回以上で、セ・リーグ3位の防御率2.74を記録。しかし、先発した試合で打線の援護に恵まれないことが多く、8勝12敗でシーズンを終えた。さらに、球団ではシーズン終了後に投打の柱であるランディ・メッセンジャーとマット・マートンの残留を内定させる一方で、新外国人選手として投手の呉昇桓と内野手のマウロ・ゴメスの獲得に動いた。このため、同時に一軍へ登録できる外国人選手数の上限（最大4名）との兼ね合いで11月14日に阪神からの退団が決定した。スタンリッジは退団決定の直後に自身のTwitterを通じてファンへの感謝の言葉を綴っている。阪神からの退団を受け、複数球団がスタンリッジの獲得に動いた。

### ソフトバンク復帰
2013年12月17日に古巣のソフトバンクが2年契約を結んだことを発表した。同球団への所属は6年ぶりだが、第1期から一転して、阪神時代の登録名「スタンリッジ」と背番号「55」を引き継いでいる。
2014年4月1日の対北海道日本ハムファイターズ戦で復帰後初の一軍公式戦登板を果たすと、同月15日の対東北楽天ゴールデンイーグルス戦（いずれも福岡ヤフオク!ドーム）で復帰後初勝利。メッセンジャーと先発で投げ合った6月9日の対阪神戦（甲子園）では、被安打3でシーズン初完封勝利を挙げるとともに、NPB史上16人目（外国人投手では2人目）の全球団勝利を達成した。7月14日の対千葉ロッテマリーンズ戦（QVCマリンフィールド）3回裏には、1イニング3与死球のNPBタイ記録に加えて、阪神時代のチームメイトであったクレイグ・ブラゼルへの死球によってNPB初の危険球退場を経験。それでも、レギュラーシーズン全体では、一軍公式戦で阪神時代の2010年に並ぶNPB移籍後自己最多の11勝を挙げた。なお、一軍のリーグ優勝で迎えたポストシーズンでは、日本ハムとのクライマックスシリーズ　ファイナルステージ第5戦（10月20日・福岡ヤフオク!ドーム）での先発で6回無失点と好投。古巣・阪神との日本シリーズ第1戦（同月26日・甲子園）では、外国人投手としてジョー・スタンカ（南海ホークス時代の1964年）以来チーム50年振りのシリーズ開幕投手を任されたが、かつての同僚であったメッセンジャーとの先発対決に敗れた。
2015年は日本人を含めたチーム最年長投手として、ロッテとの開幕第2戦（3月28日・福岡ヤフオク!ドーム）に先発。7回2失点という内容でシーズン初勝利を挙げるとともに、新監督の工藤公康へ公式戦初勝利をもたらした。5月には、パシフィック・リーグ投手部門の月間MVP候補に挙げられるほど好調だったが、23日の対日本ハム戦（札幌ドーム）では2回裏に西川遥輝からNPB移籍初の満塁本塁打を浴びた。6月のセ・パ交流戦期間中には、新外国人投手のリック・バンデンハークと入れ替わる格好で、14日から10日間二軍で調整。この時を境に、他の外国人選手などとの兼ね合いで、出場選手登録と抹消を繰り返した。しかし、レギュラーシーズン全体では、自身初の2年連続2桁勝利を達成するなど一軍のリーグ連覇に貢献。ヤクルトとの日本シリーズでは、チームの3勝1敗で迎えた10月29日の第5戦（明治神宮野球場）に先発すると、6回無失点という内容でチームを勝利とシリーズ連覇に導いた。なお、この年で2年契約が満了したことから、球団では11月14日にスタンリッジとの契約を更新しないことを発表した。ソフトバンク退団後もNPB他球団での現役続行を望んだため、複数の球団が獲得を検討していた。

### ロッテ時代
2015年12月25日に、千葉ロッテマリーンズが獲得を発表した。年俸120万ドル（約1億4,200万円）の1年契約で、背番号については、阪神・ソフトバンク復帰時に続いて「55」を着用。2年目の契約に関して、球団が行使権を有するという条件を付けていた。
2016年には、一軍公式戦27試合に登板。5月末の不調で6月上旬まで一軍を離れながらも、先発陣の一角で8勝8敗、防御率3.56という成績を残した。その一方で、チームがレギュラーシーズン3位で臨んだクライマックスシリーズ　ファーストステージで古巣のソフトバンクにステージ敗退を喫した直後には、この年限りでの現役引退を選択肢に入れていることを示唆。現役生活の続行を決めた場合には、ロッテへの残留を最も優先する意向も示した。これに対して、球団では12月2日にNPBから公示された保留選手名簿にスタンリッジを掲載。前述した契約の選択権に沿って、スタンリッジとの残留交渉を進めた。
2017年は推定年俸1億4400万円の1年契約で残留。レギュラーシーズン中の2017年5月16日に、外国人選手としては史上8人目となるNPBの国内FA権を取得。そのままシーズンを満了したため、翌2018年もチームへ残留する場合には、一軍で同時に登録できる外国人選手枠（1チーム最大で4名）の対象から外れることになっていた。一軍公式戦では、通算14試合の登板で、4勝6敗、防御率4.32を記録。後半戦では、6試合の登板で3勝2敗、防御率2.68と好投していたが、腰の張りの悪化によって8月29日以降一軍から遠ざかった。8月16日の日本ハム戦（札幌ドーム）では、6回途中で降板するまでに8四死球を与える乱調で、降板直後には2番手の陳冠宇が大谷翔平を迎えた場面で、ベンチから審判に暴言を吐いたとして退場処分を受けた。暴言による退場処分は来日以降初めてとなり、スタンリッジ自身は「侮辱の言葉は使わない。“しっかりやってくれ”と言った」と否定したものの、この行為についてNPBから厳重注意と制裁金10万円の処分が科された。
スタンリッジ自身は残留を希望していたが、シーズン終了後に球団が保留選手名簿からスタンリッジを外したため、12月2日にNPBから自由契約選手として公示。結局、球団は翌2018年1月15日に、スタンリッジと契約しないことを発表した。
2018年8月2日、正式に引退を表明した。

## 選手としての特徴
長身からのスリー・クォーターで投げ込む平均球速145 km/h（最速は2011年7月12日甲子園での対読売ジャイアンツ戦で7回表に記録した154 km/h）の速球（フォーシーム、ツーシーム）が武器。変化球はカーブ、スライダー、チェンジアップを投げる。スライダーはカウント球と決め球で異なる握りを用い、決め球に使う方はカットボールに近い。カーブの握りはナックルに近く、ナックルカーブと紹介されることも多いが、スタンリッジ本人は「スパイクカーブ」と称している。
阪神時代には、2点台の防御率を記録するほどナイトゲームで好調だったことから、「夜王」と呼ばれた。その一方で、デーゲームには弱く、阪神時代の防御率は5点台であった。
阪神・ソフトバンク時代を通じて、地方球場の先発登板試合では、2015年シーズン終了の時点で8勝1敗という好成績を残している。ソフトバンク第2期の2015年4月12日に熊本県の藤崎台県営野球場で催された日本ハム戦に0-1のスコアで惜敗するまでは、7連勝を記録していた。

## 人物
クリスチャンである。甲子園球場や福岡ヤフオク!ドームでヒーローインタビューを受ける際に、日本語で「神様は、私の力です」というメッセージを送ることが多かった。阪神からの退団が決まった直後にも、退団後の去就について、自身のTwitterで「今、私は神の導く新しい場所へ向かいます」とのツイートを残している。
妻・ジョイとの間に、長男・キャッシュと、2015年に養子に迎えた神戸の児童養護施設出身の娘・ケインがいる。
ソフトバンク第2期の2015年公式戦開幕直後（3月30日）には、チームメイトのデニス・サファテとの連名で、東日本大震災復興支援財団に協力することを発表。スタンリッジ自身は、「1勝につき20万円」という単位で累積した金額を、シーズン終了後に同財団へ寄付することを表明した。ちなみに、この年には10勝を挙げたため、寄付金の総額は200万円に到達。ソフトバンクからの退団発表直後（11月25日）には、全額の寄付が完了したことを、球団を通じて報告している。

## 詳細情報

### 年度別投手成績
| 年 度     | 球 団        | 登 板 | 先 発 | 完 投 | 完 封 | 無 四 球 | 勝 利 | 敗 戦 | セ 丨 ブ | ホ 丨 ル ド | 勝 率 | 打 者 | 投 球 回 | 被 安 打 | 被 本 塁 打 | 与 四 球 | 敬 遠 | 与 死 球 | 奪 三 振 | 暴 投 | ボ 丨 ク | 失 点 | 自 責 点 | 防 御 率 | W H I P |
| --------- | ------------ | ----- | ----- | ----- | ----- | -------- | ----- | ----- | -------- | ----------- | ----- | ----- | -------- | -------- | ----------- | -------- | ----- | -------- | -------- | ----- | -------- | ----- | -------- | -------- | ------- |
| 2001      | TB           | 9     | 1     | 0     | 0     | 0        | 0     | 0     | 0        | 0           | ----  | 87    | 19.1     | 19       | 5           | 14       | 1     | 0        | 9        | 0     | 0        | 10    | 10       | 4.66     | 1.71    |
| 2002      | TB           | 1     | 0     | 0     | 0     | 0        | 0     | 0     | 0        | 0           | ----  | 18    | 3.0      | 7        | 1           | 4        | 0     | 0        | 1        | 0     | 0        | 3     | 3        | 9.00     | 3.67    |
| 2003      | TB           | 8     | 7     | 1     | 0     | 0        | 0     | 5     | 0        | 0           | .000  | 157   | 35.1     | 38       | 7           | 16       | 0     | 1        | 20       | 4     | 0        | 25    | 25       | 6.37     | 1.53    |
| 2004      | TB           | 3     | 1     | 0     | 0     | 0        | 0     | 0     | 0        | 0           | ----  | 48    | 10.0     | 14       | 5           | 4        | 0     | 0        | 7        | 1     | 0        | 10    | 10       | 9.00     | 1.80    |
| 2005      | TEX          | 2     | 0     | 0     | 0     | 0        | 0     | 0     | 0        | 0           | ----  | 16    | 2.1      | 7        | 0           | 1        | 1     | 0        | 2        | 1     | 0        | 3     | 3        | 11.57    | 3.43    |
| 2005      | CIN          | 32    | 0     | 0     | 0     | 0        | 2     | 2     | 0        | 5           | .500  | 140   | 31.0     | 38       | 3           | 16       | 7     | 1        | 17       | 1     | 0        | 14    | 14       | 4.06     | 1.74    |
| '05計     | CIN          | 34    | 0     | 0     | 0     | 0        | 2     | 2     | 0        | 5           | .500  | 156   | 33.1     | 45       | 3           | 17       | 8     | 1        | 19       | 2     | 0        | 17    | 17       | 4.59     | 1.86    |
| 2006      | CIN          | 21    | 0     | 0     | 0     | 0        | 1     | 1     | 0        | 1           | .500  | 86    | 18.2     | 17       | 2           | 14       | 0     | 1        | 18       | 0     | 0        | 14    | 10       | 4.82     | 1.66    |
| 2007      | KC           | 4     | 0     | 0     | 0     | 0        | 0     | 1     | 0        | 0           | .000  | 41    | 7.2      | 11       | 2           | 5        | 2     | 0        | 6        | 0     | 0        | 10    | 7        | 8.22     | 2.09    |
| 2007      | ソフトバンク | 17    | 8     | 0     | 0     | 0        | 7     | 1     | 0        | 1           | .875  | 233   | 54.0     | 51       | 0           | 23       | 2     | 1        | 35       | 2     | 2        | 22    | 18       | 3.00     | 1.37    |
| 2008      | ソフトバンク | 3     | 3     | 0     | 0     | 0        | 0     | 2     | 0        | 0           | .000  | 64    | 13.0     | 17       | 1           | 6        | 0     | 2        | 8        | 0     | 0        | 13    | 11       | 7.62     | 1.77    |
| 2010      | 阪神         | 23    | 21    | 2     | 1     | 1        | 11    | 5     | 0        | 0           | .688  | 530   | 126.1    | 121      | 6           | 37       | 1     | 13       | 98       | 6     | 2        | 55    | 49       | 3.49     | 1.25    |
| 2011      | 阪神         | 25    | 25    | 3     | 2     | 0        | 9     | 7     | 0        | 0           | .563  | 634   | 151.0    | 136      | 9           | 46       | 3     | 11       | 116      | 5     | 0        | 50    | 49       | 2.92     | 1.21    |
| 2012      | 阪神         | 25    | 25    | 1     | 0     | 0        | 7     | 12    | 0        | 0           | .368  | 619   | 150.1    | 134      | 8           | 45       | 2     | 11       | 102      | 4     | 0        | 50    | 45       | 2.69     | 1.19    |
| 2013      | 阪神         | 26    | 26    | 2     | 2     | 1        | 8     | 12    | 0        | 0           | .400  | 677   | 160.2    | 161      | 12          | 47       | 2     | 4        | 124      | 5     | 2        | 62    | 49       | 2.74     | 1.29    |
| 2014      | ソフトバンク | 26    | 26    | 2     | 1     | 0        | 11    | 8     | 0        | 0           | .579  | 725   | 172.0    | 156      | 13          | 57       | 0     | 10       | 129      | 3     | 1        | 68    | 63       | 3.30     | 1.24    |
| 2015      | ソフトバンク | 23    | 23    | 1     | 1     | 0        | 10    | 7     | 0        | 0           | .588  | 617   | 144.1    | 150      | 12          | 44       | 0     | 8        | 81       | 4     | 1        | 64    | 60       | 3.74     | 1.34    |
| 2016      | ロッテ       | 27    | 27    | 0     | 0     | 0        | 8     | 8     | 0        | 0           | .500  | 686   | 162.0    | 168      | 13          | 45       | 5     | 8        | 99       | 6     | 1        | 72    | 64       | 3.56     | 1.31    |
| 2017      | ロッテ       | 14    | 14    | 0     | 0     | 0        | 4     | 6     | 0        | 0           | .400  | 349   | 77.0     | 84       | 9           | 38       | 0     | 7        | 52       | 5     | 0        | 40    | 37       | 4.72     | 1.58    |
| MLB：7年  | MLB：7年     | 80    | 9     | 1     | 0     | 0        | 3     | 9     | 0        | 6           | .250  | 593   | 127.1    | 151      | 25          | 74       | 11    | 3        | 80       | 7     | 0        | 89    | 82       | 5.80     | 1.77    |
| NPB：10年 | NPB：10年    | 209   | 198   | 11    | 7     | 2        | 75    | 68    | 0        | 1           | .524  | 5134  | 1210.2   | 1178     | 83          | 388      | 15    | 75       | 844      | 40    | 9        | 496   | 445      | 3.31     | 1.38    |

- 各年度の太字はリーグ最高

### 表彰
- 月間MVP：2回 （2011年6月、2011年7月）

### 記録

#### MLB
投手記録
- 初登板：2001年7月29日、対テキサス・レンジャーズ戦（レンジャーズ・ボールパーク・イン・アーリントン）、8回裏に4番手で救援登板、1/3回無失点[68][69]
- 初先発：2001年8月4日、対ニューヨーク・ヤンキース戦（トロピカーナ・フィールド）、6回1/3を無失点、勝敗つかず[70][71]
- 初奪三振：同上、1回表にデレク・ジーターから空振り三振[70][71]
- 初勝利：2005年7月16日、対コロラド・ロッキーズ戦（グレート・アメリカン・ボール・パーク）、8回表に4番手で救援登板、1回無失点[68][72][73]

#### NPB
投手記録
- 初登板・初勝利：2007年6月23日、対中日ドラゴンズ3回戦（ナゴヤドーム）、5回裏に2番手で救援登板、1回無失点
- 初奪三振：2007年7月10日、対東北楽天ゴールデンイーグルス12回戦（福岡Yahoo! JAPANドーム）、8回表に山崎武司から空振り三振
- 初ホールド：2007年7月25日、対千葉ロッテマリーンズ15回戦（福岡Yahoo! JAPANドーム）、6回表2死に2番手で救援登板、2回1/3を無失点
- 初先発・初先発勝利：2007年8月11日、対オリックス・バファローズ15回戦（京セラドーム大阪）、5回1失点
- 初完投勝利：2010年7月6日、対東京ヤクルトスワローズ9回戦（倉敷マスカットスタジアム）、9回1失点
- 初完封勝利：2010年7月19日、対広島東洋カープ10回戦（阪神甲子園球場）、9回8奪三振無四死球

打撃記録
- 初安打：2010年7月6日、対東京ヤクルトスワローズ9回戦（倉敷マスカットスタジアム）、7回裏に増渕竜義から右前安打
- 初打点：2013年8月21日、対横浜DeNAベイスターズ16回戦（横浜スタジアム）、２回裏に須田幸太から右前2点適時打

節目の記録
- 1000投球回：2016年4月24日、対オリックス・バファローズ5回戦（QVCマリンフィールド）、1回表に糸井嘉男から一塁併殺打 ※史上343人目

その他の記録
- 全球団から勝利：2014年6月9日、対阪神タイガース戦（阪神甲子園球場）、9回無失点3安打6奪三振で完封勝 ※史上16人目、外国人選手では2人目
- 1イニング3与死球：2014年7月14日、対千葉ロッテマリーンズ戦（QVCマリンフィールド） ※パ・リーグタイ記録、史上5人目

### 背番号
- 53 （2001年 - 2004年）
- 44 （2005年 - 同年途中）
- 35 （2005年途中 - 2006年）
- 30 （2007年 - 同年途中）
- 20 （2007年途中 - 2008年）
- 55 （2010年 - 2017年）

### 登録名
- J.スタンドリッジ（2007年 - 2008年）
- J.スタンリッジ（2010年 - 2018年）